# Мета-вікі
Мета (англ. Meta-Wiki), або ж Мета-вікі Вікіпедії — сайт, побудований на вікі-платформі, рушії МедіаВікі, що є допоміжним ресурсом для координації всіх проєктів фонду Вікімедіа.
Створений як Мета-Вікіпедія у листопаді 2001 року. Тепер слугує для таких цілей:
1. Обговорення та формулювання проєктів Вікімедіа (включно з Вікіпедію) та їх правил.
2. Форум для персональних есе, що не обов'язково узгоджуються з правилами Вікіпедія: Нейтральна точка зору.
3. Місце для організування, підготовки змісту та обговорення координаційних проблем інтервікі.
4. Місце для координування процесу розробки та вдосконалення.
5. Посібник користування програмного забезпечення та рушія МедіаВікі, якщо допомога відсутня на вебсайті підтримки.
6. Місце для координації анти-спаму та незначних вікі-анти-вандалізмів.

Наразі мета-вікі слугує одним із найважливіших місць обговорення для вікімедійців, включно з вікіпедистами, а також обговорення списку розсилання, IRC-каналів, та сторінок обговорення індивідуальних статей та користувачів. Мета-вікі незалежна та автономна від англомовної Вікіпедії, як і від будь-якого іншого Вікіпроєкту, і як така має свої власні правила та традиції, що часто відрізняються від правил Вікіпедій, зокрема, англійської. В очікуванні остаточної імплементації єдиного об'єднаного логіну проєктів вікімедіа користувачі та адміністратори були змушені створити новий акаунт у Мета-вікі.
Спочатку Мета-вікі була сконцентрована майже винятково на англомовній версії Вікіпедії, але після переходу до власного вікіпедійного програмного забезпечення МедіаВікі, стала мультимовним форумом обговорення, що використовується усіма мовними спільнотами Вікіпедії.